# Gloria Grahame
Gloria Grahame, geboren als Gloria Hallward (Los Angeles, 28 november 1923 – New York, 5 oktober 1981) was een Amerikaans actrice.

## Levensloop
Grahame leerde in haar jeugd acteren van haar moeder, een theateractrice die door het leven ging onder de artiestennaam Jean Grahame. Ze was aan het begin van de jaren 40 te zien op Broadway en kreeg een contract bij Metro-Goldwyn-Mayer, toen Louis B. Mayer haar in een toneelstuk zag.
Nadat ze de naam 'Gloria Grahame' aannam maakte ze haar filmdebuut in de komedie Blonde Fever (1944). Ze werd voor het eerst opgemerkt in de tragikomedie It's a Wonderful Life (1946). De studio wist echter niet goed de actrice te promoten, waarna haar contract in 1947 werd verkocht aan RKO Radio Pictures.
Voor die studio verscheen Grahame voornamelijk in films noirs als de aantrekkelijke en sexy dame. Voor haar rol in de film noir Crossfire (1947) werd ze genomineerd voor een Oscar voor beste vrouwelijke bijrol. Ze won die Oscar niet, maar ontving deze wel een aantal jaren later voor haar rol in het drama The Bad and the Beautiful (1952). Bekende films noirs waarin Grahame aantrad waren A Woman's Secret (1949, waarin ze stond tegenover Melvyn Douglas), In a Lonely Place (1950, waarin ze stond tegenover Humphrey Bogart), Sudden Fear (1952, waarin ze stond tegenover Jack Palance), The Big Heat (1953, waarin ze stond tegenover Glenn Ford en Lee Marvin) en Human Desire (1954, waarin ze opnieuw stond tegenover Glenn Ford). 
Grahame stond bekend als een moeilijke actrice om mee samen te werken. Omdat ze té aantrekkelijk was voor het vertolken van een kwaadaardige personage en te brutaal overkwam voor het spelen van een onschuldige personage, was het moeilijk om Grahame in te zetten in films die niet onder het genre film noir vielen. Desondanks bleef Grahame tot in de jaren 80 werkzaam als actrice.
Achter de camera had Grahame een actief romantisch leven. Ze had vele relaties en trouwde meerdere malen. Ze kreeg problemen met kwesties over voogdij tijdens het filmen van de muziekfilm Oklahoma! (1955). Verder veroorzaakte ze een schandaal toen ze in 1960 trouwde met haar voormalige stiefzoon Anthony Ray. Ray was de zoon van regisseur Nicholas Ray, met wie de actrice acht jaar eerder getrouwd was. Ze kreeg met beide mannen kinderen.

## Latere levensjaren
In maart 1974 werd er bij Grahame borstkanker gediagnosticeerd. Ze werd bestraald, veranderde haar dieet, stopte met roken en alcohol drinken en beproefde ook homeopathische middelen. In minder dan een jaar vertoonde de kanker regressie. De aandoening keerde in 1980 terug, maar Grahame weigerde de diagnose te erkennen en bestraling te ondergaan. Ondanks haar haperende conditie bleef zij aan werk met toneelproducties in de V.S. en het V.K.
In de herfst van 1981 moest Grahame haar optreden in Lancaster wegens ziekte staken. Het lokale ziekenhuis wilde een acute operatie uitvoeren, maar zij wees dat af. Ze benaderde haar minnaar, de Britse acteur Peter Turner, die haar verzoek inwilligde om te mogen inwonen bij zijn moeder in Liverpool.
Grahame vroeg Turner noch haar familie noch artsen in te schakelen. Omdat hij zich zorgen maakte deed hij dit ten slotte toch. Hij informeerde twee van Grahames kinderen, Timothy en Marianna, die in de Verenigde Staten woonden. Die reisden af naar Liverpool om hun moeder terug te halen naar de V.S. Zij zetten de repatriatie door tegen de wil van de artsen, Grahame, Peter Turner en diens familie in.
Op 5 oktober 1981 maakte zij met haar kinderen de vlucht terug, waar zij onmiddellijk werd opgenomen in het St. Vincent’s Ziekenhuis in New York. Enkele uren later overleed zij op 57-jarige leeftijd.
Ze werd begraven in het Oakwood Memorial Park Cemetery in Chatsworth (Californië).

## Nalatenschap
Grahame hield een appartement aan het complex Manhattan Plaza. De gemeenschapsruimte van het complex is gewijd aan Gloria. Er hangt een portret van haar aan de wand.
Voor haar bijdrage aan de filmindustrie kreeg Gloria Grahame een ster op de Hollywood Walk of Fame op 6522 Hollywood Boulevard.
Het biografisch drama Film Stars Don't Die in Liverpool, gebaseerd Peter Turners gelijknamige boek over de laatste jaren van Grahame’s leven, werd eind 2017 uitgebracht in zowel de V.S. als het V.K. Annette Bening geeft gestalte aan haar.

## Filmografie
| - Blonde Fever (1944) - Without Love (1945) - It's a Wonderful Life (1946) - It Happened in Brooklyn (1947) - Crossfire (1947) - Song of the Thin Man (1947) - Merton of the Movies (1947) - A Woman's Secret (1949) - Roughshod (1949) - In a Lonely Place (1950) - The Greatest Show on Earth (1952) - Macao (1952) - Sudden Fear (1952) - The Bad and the Beautiful (1952) - The Glass Wall (1953) - Man on a Tightrope (1953) - The Big Heat (1953) - Prisoners of the Casbah (1953) - The Good Die Young (1954) - Human Desire (1954) - Naked Alibi (1954) - The Cobweb (1955) - Not as a Stranger (1955) | - Oklahoma! (1955) - The Man Who Never Was (1956) - Ride Out for Revenge (1957) - Odds Against Tomorrow (1959) - Ride Beyond Vengeance (1966) - The Merry Wives of Windsor (1970) - Escape (1971) - Black Noon (1971) - Blood and Lace (1971) - The Todd Killings (1971) - Chandler (1971) - The Loners (1972) - Tarot (1973) - Mama's Dirty Girls (1974) - The Girl on the Late, Late Show (1974) - Rich Man, Poor Man (1976) - Mansion of the Doomed (1976) - Seventh Avenue (1977) - The Dancing Princesses (1978) - A Nightingale Sang in Berkeley Square (1979) - Head Over Heels (1979) - Melvin and Howard (1980) - The Nesting (1981) |